# Rapide-Danseur
Rapide-Danseur est une municipalité du Québec située dans la MRC d'Abitibi-Ouest en Abitibi-Témiscamingue.

## Toponymie
Elle doit son nom à une cascade que l’on retrouve sur la rivière Duparquet entre le lac Duparquet et le lac Abitibi. Les autochtones l’appelaient « opacitcicimosik » qui veut dire « là où on s’arrête pour danser, pour se dégourdir », ceci après avoir fait du portage. La localité s’est déjà fait appeler « Portage-Danseur ». Plus tard par «Bonne Nouvelle», nom donné au bureau de poste par son maître de poste.

## Histoire
1932 : Début de la colonisation : Il n’y a jamais eu de fondation de paroisse, seulement la mission st-Bruno de Rapide-Danseur.
1er janvier 1981 : Rapide-Danseur est érigé en municipalité.

## Géographie
Rapide-Danseur est à environ 35 km au sud de la ville de La Sarre et 50 km au nord de celle de Rouyn-Noranda. L’église, l’ancien presbytère, le centre municipal et un centre de dépannage sont situés à l’ouest de la rivière Duparquet. Il n’y a pas de village proprement dit, seulement une petite agglomération. La population est répartie dans les rangs et autour des plans d’eau.

## Démographie
| 1981 | 1986 | 1991 | 1996 | 2001 | 2006 | 2011 | 2016 | 2021 |
| ---- | ---- | ---- | ---- | ---- | ---- | ---- | ---- | ---- |
| 246  | 280  | 206  | 247  | 265  | 273  | 312  | 328  | 328  |

## Administration
Les élections municipales se font en bloc pour le maire et les six conseillers.
| Rapide-Danseur Maires depuis 2001                                                                                    |                                 |                     |          |
| Élection | Maire                           | Qualité             | Résultat |
| 2001 | André Provencher                |                     | Voir     |
| 2005 | Gaston Gadoury                  |                     | Voir     |
| 2009 | Alain Gagnon                    |                     | Voir     |
| 2013 | Alain Gagnon                    | Voir                |          |
| 2017 | Alain Gagnon                    | Voir                |          |
| 2021 | Ariane Milot-Breton             |                     | Voir     |
| avr. 2022 | Joannie Langlois                | Mairesse suppléante | Voir     |
| mai 2022 | Commission municipale du Québec |                     | Voir     |
| sept. 2022 | Sylvain Vachon                  |                     | Voir     |
| oct. 2023 | Christiane Guillemette          | Mairesse suppléante | Voir     |
| déc. 2022 | Alain Gagnon                    |                     | Voir     |
| Élection partielle en italique Depuis 2005, les élections sont simultanées dans toutes les municipalités québécoises |                                 |                     |          |

## Monuments
Construite en 1942, l'église de Rapide-Danseur est construite à même un affleurement rocheux surplombant la chute ayant contribué au nom du village. De type vernaculaire, l'enveloppe du bâtiment a été édifié à partir d'une méthode de construction assez répandue en Abitibi à cette époque, soit avec des pierres de champs non équarries et recueillies localement. Regroupant des éléments architecturaux plutôt éclectiques à un plan rectangulaire et une volumétrie typiques des églises rurales abitibiennes, l'église se distingue par son plancher surélevée, accessible par un escalier double en façade et par une passerelle sur son côté ouest. Son clocheton maçonné se démarque également dans le patrimoine religieux local, où les flèches métalliques dominent largement le paysage. Le site, incluant le terrain, le presbytère et l'église est protégé au niveau provincial et donc inscrit au Répertoire du patrimoine culturel du Québec.